# Chalcopteryx seabrai
Chalcopteryx seabrai là loài chuồn chuồn trong họ Polythoridae. Loài này được Santos & Machado mô tả khoa học đầu tiên năm 1961.